# Krnica (posoda)
Krnìca  [kr′nica -e] je lesena posoda ali skleda ki so jo gospodinje uporabljale za oblikovanje hlebcev pri peki kruha.

## Opis in uporaba
Izdelana je iz suhega mehkega lipovega lesa. V večini so krnice uporabljali pri peki kruha, da je testo, ko je bilo zmešeno lahko vzhajalo, uporabljali so jih tudi v druge namene; npr., pri spravilu žitaric.